# Mistrzostwa Europy w Kolarstwie Szosowym 2022 – wyścig ze startu wspólnego kobiet
Mistrzostwa Europy w Kolarstwie Szosowym 2022 – wyścig ze startu wspólnego kobiet – konkurencja wyścigu ze startu wspólnego elity kobiet w ramach Mistrzostw Europy w Kolarstwie Szosowym 2022, która odbyła się 21 sierpnia 2022 na liczącej ponad 128 kilometrów trasie z Landsberg am Lech do Monachium.

## Uczestnicy

### Reprezentacje
| Reprezentacje (24)- Holandia - Włochy - Szwajcaria - Belgia - Niemcy - Francja - Polska - Dania - Hiszpania - Austria - Norwegia - Słowenia - Szwecja - Litwa - Luksemburg - Serbia - Czechy - Izrael - Łotwa - Islandia - Irlandia - Portugalia - Finlandia - Rumunia |
| |

### Lista startowa
| Holandia NED | Holandia NED     | Holandia NED |
| ------------ | ---------------- | ------------ |
| Nr           | Kolarka          | Miejsce      |
| 1            | Thalita de Jong  | 68.          |
| 2            | Charlotte Kool   | 44.          |
| 3            | Jeanne Korevaar  | 62.          |
| 4            | Anouska Koster   | 43.          |
| 5            | Floortje Mackaij | 41.          |
| 6            | Riejanne Markus  | 50.          |
| 7            | Ellen van Dijk   | 42.          |
| 8            | Lorena Wiebes    | 1.           |

| Włochy ITA | Włochy ITA                | Włochy ITA |
| ---------- | ------------------------- | ---------- |
| Nr         | Kolarka                   | Miejsce    |
| 9          | Elisa Balsamo             | 2.         |
| 10         | Rachele Barbieri          | 3.         |
| 11         | Marta Bastianelli         | 83.        |
| 12         | Elena Cecchini            | 60.        |
| 13         | Maria Giulia Confalonieri | 45.        |
| 14         | Arianna Fidanza           | 51.        |
| 15         | Barbara Guarischi         | 48.        |
| 16         | Ilaria Sanguineti         | 32.        |

| Szwajcaria SUI | Szwajcaria SUI | Szwajcaria SUI |
| -------------- | -------------- | -------------- |
| Nr             | Kolarka        | Miejsce        |
| 17             | Caroline Baur  | 20.            |
| 18             | Lea Fuchs      | 46.            |
| 19             | Marlen Reusser | 17.            |
| 20             | Michelle Stark | DNF            |

| Belgia BEL | Belgia BEL         | Belgia BEL |
| ---------- | ------------------ | ---------- |
| Nr         | Kolarka            | Miejsce    |
| 21         | Sanne Cant         | 24.        |
| 22         | Kim de Baat        | DNF        |
| 23         | Valerie Demey      | 75.        |
| 24         | Justine Ghekiere   | 34.        |
| 25         | Lone Meertens      | 86.        |
| 26         | Marthe Truyen      | 73.        |
| 27         | Julie Van de Velde | 85.        |
| 28         | Jesse Vandenbulcke | 69.        |

| Niemcy GER | Niemcy GER         | Niemcy GER |
| ---------- | ------------------ | ---------- |
| Nr         | Kolarka            | Miejsce    |
| 29         | Franziska Brauße   | 82.        |
| 30         | Lisa Brennauer     | 4.         |
| 31         | Romy Kasper        | 38.        |
| 32         | Lisa Klein         | 81.        |
| 33         | Franziska Koch     | 80.        |
| 34         | Mieke Kröger       | 49.        |
| 35         | Liane Lippert      | 31.        |
| 36         | Lin Lea Teutenberg | 58.        |

| Francja FRA | Francja FRA         | Francja FRA |
| ----------- | ------------------- | ----------- |
| Nr          | Kolarka             | Miejsce     |
| 37          | Victoire Berteau    | 56.         |
| 38          | Audrey Cordon-Ragot | 55.         |
| 39          | Coralie Demay       | 61.         |
| 40          | Eugénie Duval       | 33.         |
| 41          | Valentine Fortin    | 84.         |
| 42          | Juliette Labous     | 54.         |
| 43          | Gladys Verhulst     | 9.          |
| 44          | Margaux Vigie       | 37.         |

| Polska POL | Polska POL               | Polska POL |
| ---------- | ------------------------ | ---------- |
| Nr         | Kolarka                  | Miejsce    |
| 45         | Monika Brzeźna           | 70.        |
| 46         | Marta Jaskulska          | 19.        |
| 47         | Karolina Kumięga         | 22.        |
| 48         | Marta Lach               | 21.        |
| 49         | Daria Pikulik            | 5.         |
| 50         | Agnieszka Skalniak-Sójka | 11.        |

| Dania DEN | Dania DEN           | Dania DEN |
| --------- | ------------------- | --------- |
| Nr        | Kolarka             | Miejsce   |
| 51        | Emma Norsgaard      | 7.        |
| 52        | Maja Winther Brandt | DNF       |
| 53        | Amalie Dideriksen   | 36.       |
| 54        | Trine Holmsgaard    | 71.       |
| 55        | Marita Jensen       | DNF       |
| 56        | Julie Leth          | 39.       |
| 57        | Mia Sofie Rützou    | DNF       |

| Hiszpania ESP | Hiszpania ESP        | Hiszpania ESP |
| ------------- | -------------------- | ------------- |
| Nr            | Kolarka              | Miejsce       |
| 58            | Sandra Alonso        | 15.           |
| 59            | Mireia Benito        | 74.           |
| 60            | Yurani Blanco Calbet | DNF           |
| 61            | Sheyla Gutiérrez     | 59.           |
| 62            | Ziortza Isasi        | 77.           |
| 63            | Sara Martín Martín   | 30.           |
| 64            | Lourdes Oyarbide     | 25.           |

| Austria AUT | Austria AUT             | Austria AUT |
| ----------- | ----------------------- | ----------- |
| Nr          | Kolarka                 | Miejsce     |
| 65          | Alina Reichert          | DNF         |
| 66          | Sarah Rijkes            | 47.         |
| 67          | Carina Schrempf         | 26.         |
| 68          | Christina Schweinberger | 10.         |
| 69          | Kathrin Schweinberger   | 78.         |
| 70          | Gabriela Erharter       | DNF         |

| Norwegia NOR | Norwegia NOR     | Norwegia NOR |
| ------------ | ---------------- | ------------ |
| Nr           | Kolarka          | Miejsce      |
| 71           | Susanne Andersen | 35.          |
| 72           | Stine Borgli     | 72.          |
| 73           | Malin Eriksen    | 63.          |
| 74           | Ingvild Gåskjenn | 53.          |

| Słowenia SLO | Słowenia SLO  | Słowenia SLO |
| ------------ | ------------- | ------------ |
| Nr           | Kolarka       | Miejsce      |
| 75           | Eugenia Bujak | 18.          |
| 76           | Špela Kern    | 23.          |
| 77           | Urška Žigart  | 76.          |

| Szwecja SWE | Szwecja SWE     | Szwecja SWE |
| ----------- | --------------- | ----------- |
| Nr          | Kolarka         | Miejsce     |
| 78          | Nathalie Eklund | 67.         |
| 79          | Emilia Fahlin   | 8.          |
| 80          | Hanna Nilsson   | 52.         |

| Litwa LTU | Litwa LTU       | Litwa LTU |
| --------- | --------------- | --------- |
| Nr        | Kolarka         | Miejsce   |
| 81        | Rasa Leleivytė  | 12.       |
| 82        | Inga Čilvinaitė | 40.       |

| Luksemburg LUX | Luksemburg LUX    | Luksemburg LUX |
| -------------- | ----------------- | -------------- |
| Nr             | Kolarka           | Miejsce        |
| 83             | Christine Majerus | 16.            |

| Serbia SRB | Serbia SRB  | Serbia SRB |
| ---------- | ----------- | ---------- |
| Nr         | Kolarka     | Miejsce    |
| 84         | Jelena Erić | 87.        |

| Czechy CZE | Czechy CZE       | Czechy CZE |
| ---------- | ---------------- | ---------- |
| Nr         | Kolarka          | Miejsce    |
| 85         | Nikola Bajgerová | 66.        |
| 86         | Markéta Hájková  | 65.        |
| 87         | Tereza Neumanová | 14.        |
| 88         | Nikola Nosková   | 79.        |

| Izrael ISR | Izrael ISR       | Izrael ISR |
| ---------- | ---------------- | ---------- |
| Nr         | Kolarka          | Miejsce    |
| 89         | Rotem Gafinovitz | 28.        |
| 90         | Omer Shapira     | 27.        |

| Łotwa LAT | Łotwa LAT           | Łotwa LAT |
| --------- | ------------------- | --------- |
| Nr        | Kolarka             | Miejsce   |
| 91        | Anastasia Carbonari | 13.       |
| 92        | Dana Rožlapa        | DNF       |

| Islandia ISL | Islandia ISL          | Islandia ISL |
| ------------ | --------------------- | ------------ |
| Nr           | Kolarka               | Miejsce      |
| 93           | Hafdís Sigurðardóttir | DNF          |
| 94           | Silja Jóhannesdóttir  | DNF          |

| Irlandia IRL | Irlandia IRL | Irlandia IRL |
| ------------ | ------------ | ------------ |
| Nr           | Kolarka      | Miejsce      |
| 95           | Alice Sharpe | 29.          |

| Portugalia POR | Portugalia POR | Portugalia POR |
| -------------- | -------------- | -------------- |
| Nr             | Kolarka        | Miejsce        |
| 96             | Maria Martins  | 6.             |

| Finlandia FIN | Finlandia FIN    | Finlandia FIN |
| ------------- | ---------------- | ------------- |
| Nr            | Kolarka          | Miejsce       |
| 97            | Antonia Gröndahl | 57.           |
| 98            | Laura Vainionpää | 64.           |

| Rumunia ROM | Rumunia ROM     | Rumunia ROM |
| ----------- | --------------- | ----------- |
| Nr          | Kolarka         | Miejsce     |
| 99          | Manuela Mureșan | DNF         |

| Holandia NED | Holandia NED     | Holandia NED |
| ------------ | ---------------- | ------------ |
| Nr           | Kolarka          | Miejsce      |
| 1            | Thalita de Jong  | 68.          |
| 2            | Charlotte Kool   | 44.          |
| 3            | Jeanne Korevaar  | 62.          |
| 4            | Anouska Koster   | 43.          |
| 5            | Floortje Mackaij | 41.          |
| 6            | Riejanne Markus  | 50.          |
| 7            | Ellen van Dijk   | 42.          |
| 8            | Lorena Wiebes    | 1.           |

| Włochy ITA | Włochy ITA                | Włochy ITA |
| ---------- | ------------------------- | ---------- |
| Nr         | Kolarka                   | Miejsce    |
| 9          | Elisa Balsamo             | 2.         |
| 10         | Rachele Barbieri          | 3.         |
| 11         | Marta Bastianelli         | 83.        |
| 12         | Elena Cecchini            | 60.        |
| 13         | Maria Giulia Confalonieri | 45.        |
| 14         | Arianna Fidanza           | 51.        |
| 15         | Barbara Guarischi         | 48.        |
| 16         | Ilaria Sanguineti         | 32.        |

| Szwajcaria SUI | Szwajcaria SUI | Szwajcaria SUI |
| -------------- | -------------- | -------------- |
| Nr             | Kolarka        | Miejsce        |
| 17             | Caroline Baur  | 20.            |
| 18             | Lea Fuchs      | 46.            |
| 19             | Marlen Reusser | 17.            |
| 20             | Michelle Stark | DNF            |

| Belgia BEL | Belgia BEL         | Belgia BEL |
| ---------- | ------------------ | ---------- |
| Nr         | Kolarka            | Miejsce    |
| 21         | Sanne Cant         | 24.        |
| 22         | Kim de Baat        | DNF        |
| 23         | Valerie Demey      | 75.        |
| 24         | Justine Ghekiere   | 34.        |
| 25         | Lone Meertens      | 86.        |
| 26         | Marthe Truyen      | 73.        |
| 27         | Julie Van de Velde | 85.        |
| 28         | Jesse Vandenbulcke | 69.        |

| Niemcy GER | Niemcy GER         | Niemcy GER |
| ---------- | ------------------ | ---------- |
| Nr         | Kolarka            | Miejsce    |
| 29         | Franziska Brauße   | 82.        |
| 30         | Lisa Brennauer     | 4.         |
| 31         | Romy Kasper        | 38.        |
| 32         | Lisa Klein         | 81.        |
| 33         | Franziska Koch     | 80.        |
| 34         | Mieke Kröger       | 49.        |
| 35         | Liane Lippert      | 31.        |
| 36         | Lin Lea Teutenberg | 58.        |

| Francja FRA | Francja FRA         | Francja FRA |
| ----------- | ------------------- | ----------- |
| Nr          | Kolarka             | Miejsce     |
| 37          | Victoire Berteau    | 56.         |
| 38          | Audrey Cordon-Ragot | 55.         |
| 39          | Coralie Demay       | 61.         |
| 40          | Eugénie Duval       | 33.         |
| 41          | Valentine Fortin    | 84.         |
| 42          | Juliette Labous     | 54.         |
| 43          | Gladys Verhulst     | 9.          |
| 44          | Margaux Vigie       | 37.         |

| Polska POL | Polska POL               | Polska POL |
| ---------- | ------------------------ | ---------- |
| Nr         | Kolarka                  | Miejsce    |
| 45         | Monika Brzeźna           | 70.        |
| 46         | Marta Jaskulska          | 19.        |
| 47         | Karolina Kumięga         | 22.        |
| 48         | Marta Lach               | 21.        |
| 49         | Daria Pikulik            | 5.         |
| 50         | Agnieszka Skalniak-Sójka | 11.        |

| Dania DEN | Dania DEN           | Dania DEN |
| --------- | ------------------- | --------- |
| Nr        | Kolarka             | Miejsce   |
| 51        | Emma Norsgaard      | 7.        |
| 52        | Maja Winther Brandt | DNF       |
| 53        | Amalie Dideriksen   | 36.       |
| 54        | Trine Holmsgaard    | 71.       |
| 55        | Marita Jensen       | DNF       |
| 56        | Julie Leth          | 39.       |
| 57        | Mia Sofie Rützou    | DNF       |

| Hiszpania ESP | Hiszpania ESP        | Hiszpania ESP |
| ------------- | -------------------- | ------------- |
| Nr            | Kolarka              | Miejsce       |
| 58            | Sandra Alonso        | 15.           |
| 59            | Mireia Benito        | 74.           |
| 60            | Yurani Blanco Calbet | DNF           |
| 61            | Sheyla Gutiérrez     | 59.           |
| 62            | Ziortza Isasi        | 77.           |
| 63            | Sara Martín Martín   | 30.           |
| 64            | Lourdes Oyarbide     | 25.           |

| Austria AUT | Austria AUT             | Austria AUT |
| ----------- | ----------------------- | ----------- |
| Nr          | Kolarka                 | Miejsce     |
| 65          | Alina Reichert          | DNF         |
| 66          | Sarah Rijkes            | 47.         |
| 67          | Carina Schrempf         | 26.         |
| 68          | Christina Schweinberger | 10.         |
| 69          | Kathrin Schweinberger   | 78.         |
| 70          | Gabriela Erharter       | DNF         |

| Norwegia NOR | Norwegia NOR     | Norwegia NOR |
| ------------ | ---------------- | ------------ |
| Nr           | Kolarka          | Miejsce      |
| 71           | Susanne Andersen | 35.          |
| 72           | Stine Borgli     | 72.          |
| 73           | Malin Eriksen    | 63.          |
| 74           | Ingvild Gåskjenn | 53.          |

| Słowenia SLO | Słowenia SLO  | Słowenia SLO |
| ------------ | ------------- | ------------ |
| Nr           | Kolarka       | Miejsce      |
| 75           | Eugenia Bujak | 18.          |
| 76           | Špela Kern    | 23.          |
| 77           | Urška Žigart  | 76.          |

| Szwecja SWE | Szwecja SWE     | Szwecja SWE |
| ----------- | --------------- | ----------- |
| Nr          | Kolarka         | Miejsce     |
| 78          | Nathalie Eklund | 67.         |
| 79          | Emilia Fahlin   | 8.          |
| 80          | Hanna Nilsson   | 52.         |

| Litwa LTU | Litwa LTU       | Litwa LTU |
| --------- | --------------- | --------- |
| Nr        | Kolarka         | Miejsce   |
| 81        | Rasa Leleivytė  | 12.       |
| 82        | Inga Čilvinaitė | 40.       |

| Luksemburg LUX | Luksemburg LUX    | Luksemburg LUX |
| -------------- | ----------------- | -------------- |
| Nr             | Kolarka           | Miejsce        |
| 83             | Christine Majerus | 16.            |

| Serbia SRB | Serbia SRB  | Serbia SRB |
| ---------- | ----------- | ---------- |
| Nr         | Kolarka     | Miejsce    |
| 84         | Jelena Erić | 87.        |

| Czechy CZE | Czechy CZE       | Czechy CZE |
| ---------- | ---------------- | ---------- |
| Nr         | Kolarka          | Miejsce    |
| 85         | Nikola Bajgerová | 66.        |
| 86         | Markéta Hájková  | 65.        |
| 87         | Tereza Neumanová | 14.        |
| 88         | Nikola Nosková   | 79.        |

| Izrael ISR | Izrael ISR       | Izrael ISR |
| ---------- | ---------------- | ---------- |
| Nr         | Kolarka          | Miejsce    |
| 89         | Rotem Gafinovitz | 28.        |
| 90         | Omer Shapira     | 27.        |

| Łotwa LAT | Łotwa LAT           | Łotwa LAT |
| --------- | ------------------- | --------- |
| Nr        | Kolarka             | Miejsce   |
| 91        | Anastasia Carbonari | 13.       |
| 92        | Dana Rožlapa        | DNF       |

| Islandia ISL | Islandia ISL          | Islandia ISL |
| ------------ | --------------------- | ------------ |
| Nr           | Kolarka               | Miejsce      |
| 93           | Hafdís Sigurðardóttir | DNF          |
| 94           | Silja Jóhannesdóttir  | DNF          |

| Irlandia IRL | Irlandia IRL | Irlandia IRL |
| ------------ | ------------ | ------------ |
| Nr           | Kolarka      | Miejsce      |
| 95           | Alice Sharpe | 29.          |

| Portugalia POR | Portugalia POR | Portugalia POR |
| -------------- | -------------- | -------------- |
| Nr             | Kolarka        | Miejsce        |
| 96             | Maria Martins  | 6.             |

| Finlandia FIN | Finlandia FIN    | Finlandia FIN |
| ------------- | ---------------- | ------------- |
| Nr            | Kolarka          | Miejsce       |
| 97            | Antonia Gröndahl | 57.           |
| 98            | Laura Vainionpää | 64.           |

| Rumunia ROM | Rumunia ROM     | Rumunia ROM |
| ----------- | --------------- | ----------- |
| Nr          | Kolarka         | Miejsce     |
| 99          | Manuela Mureșan | DNF         |

## Klasyfikacja generalna
| \| Klasyfikacja generalna \| Klasyfikacja generalna \| Klasyfikacja generalna \| Klasyfikacja generalna \| Klasyfikacja generalna \| \| Kolarka \| Kolarka \| Państwo \| Drużyna \| Czas \| \| ---------------------- \| ----------------------- \| ---------------------- \| ---------------------- \| ---------------------- \| \| 1. \| Lorena Wiebes \| Holandia \| Holandia \| 2h 59' 20" \| \| 2. \| Elisa Balsamo \| Włochy \| Włochy \| + 0" \| \| 3. \| Rachele Barbieri \| Włochy \| Włochy \| + 0" \| \| 4. \| Lisa Brennauer \| Niemcy \| Niemcy \| + 0" \| \| 5. \| Daria Pikulik \| Polska \| Polska \| + 0" \| \| 6. \| Maria Martins \| Portugalia \| Portugalia \| + 0" \| \| 7. \| Emma Norsgaard \| Dania \| Dania \| + 0" \| \| 8. \| Emilia Fahlin \| Szwecja \| Szwecja \| + 0" \| \| 9. \| Gladys Verhulst \| Francja \| Francja \| + 0" \| \| 10. \| Christina Schweinberger \| Austria \| Austria \| + 0" \| |                         |            |            |            |
| |                         |            |            |            |
| Źródło: ProCyclingStats |                         |            |            |            |
| Klasyfikacja generalna |                         |            |            |            |
| Kolarka | Kolarka                 | Państwo    | Drużyna    | Czas       |
| 1. | Lorena Wiebes           | Holandia   | Holandia   | 2h 59' 20" |
| 2. | Elisa Balsamo           | Włochy     | Włochy     | + 0"       |
| 3. | Rachele Barbieri        | Włochy     | Włochy     | + 0"       |
| 4. | Lisa Brennauer          | Niemcy     | Niemcy     | + 0"       |
| 5. | Daria Pikulik           | Polska     | Polska     | + 0"       |
| 6. | Maria Martins           | Portugalia | Portugalia | + 0"       |
| 7. | Emma Norsgaard          | Dania      | Dania      | + 0"       |
| 8. | Emilia Fahlin           | Szwecja    | Szwecja    | + 0"       |
| 9. | Gladys Verhulst         | Francja    | Francja    | + 0"       |
| 10. | Christina Schweinberger | Austria    | Austria    | + 0"       |